# الدورة 40 للجنة التراث العالمي
الدورة الأربعون للجنة التراث العالمي من المقرر انعقادها في الفترة ما بين 10 يوليو وحتى 20 يوليو من العام 2016، وذلك في مدينة إسطنبول بتركيا.

## الأعضاء
- أنغولا
- أذربيجان
- بوركينا فاسو
- كرواتيا
- كوبا
- فنلندا
- إندونيسيا
- جامايكا
- كازاخستان
- الكويت
- لبنان
- بيرو
- الفلبين
- بولندا
- البرتغال
- كوريا الجنوبية
- تونس
- تركيا
- تنزانيا
- فيتنام
- زيمبابوي